# Дэндридж, Дороти
Дороти Дэндридж (англ. Dorothy Dandridge, 9 ноября 1922 — 8 сентября 1965) — американская актриса и певица. Первая афроамериканка, номинированная на премию «Оскар» за лучшую женскую роль (1955).

## Биография
Дороти Джин Дэндридж родилась в Кливленде, штат Огайо. Её родители Сирил Дэндридж и актриса Руби Дэндридж развелись незадолго до рождения дочери. После их развода Дороти вместе с сестрой Вивиан осталась с матерью. Руби вскоре создала музыкальный дуэт дочерей под названием «Удивительные дети» и на протяжении последующих пяти лет они много гастролировали по южным штатам США.
С началом Великой депрессии выступления Дэндридж с сестрой прекратились и они вместе с матерью переехали в Голливуд, где та стала работать на радио и сниматься изредка в кино. Вскоре было решено восстановить дуэт, но под названием «Сёстры Дэндридж». На этот раз их выступления стали более успешными, их часто стали приглашать в различные клубы, а также на съёмки музыкальных номеров в кино.
В последующие годы Дороти продолжила появляться в кино в эпизодических ролях, но более активно чем на большом экране развивалась её карьера в качестве певицы. Дэндридж стала часто выступать в различных барах по всей стране. Наибольшая популярность к актрисе пришла лишь в 1954 году, после того как она исполнила роль Кармен в фильме «Кармен Джонс». Эта роль принесла Дороти номинацию на «Оскар», в связи с чем она стала третьей афроамериканкой, номинированной на эту премию (после Хэтти Макдэниел и Этель Уотерс), и первой — в категории  «Лучшая женская роль». Последующими успешными ролями Дороти стали Марго Ситон в фильме «Остров Солнца» (1957) и Бесс в «Порги и Бесс» (1959), за роль которой она была номинирована на «Золотой глобус».
В начале 1960-х годов актриса обнаружила, что агент, занимавшийся её финансами, украл у неё $150 000, и она оказалась должна $139 000. Ей пришлось продать свой дом в Голливуде, чтобы устроить дочь в психиатрическую клинику и купить себе небольшую квартиру в Западном Голливуде. Из-за отсутствия работы у неё начались нервные расстройства, но вскоре ей всё же удалось вернуться на сцену в качестве певицы с помощью нового агента Эрла Миллза.
8 сентября 1965 года Дороти Дэндридж сказала по телефону своей подруге и бывшей золовке Джери Брэнтон, что завтра собирается лететь в Нью-Йорк для выступлений в кабаре. Вскоре после этого агент Эрл Миллз нашёл актрису мёртвой в её квартире. Ей было 42 года. Спустя два месяца Институт патологии Лос-Анджелеса определил, что Дороти Дэндридж в момент смерти была под чрезмерной дозой антидепрессанта, а в офисе коронера округа Лос-Анджелес пришли к выводу, что причиной её смерти стала жировая эмболия, возникшая из-за того, что частицы костного мозга из сломанной плюсневой кости правой стопы попали в кровь и достигли мозга и легких. Она была кремирована и похоронена на кладбище Форест-Лаун в городе Глендейл (Калифорния).

## Личная жизнь
В сентябре 1942 года Дороти Дэндридж вышла замуж за танцора Гарольда Николаса, который стал отцом её дочери, родившейся в 1943 году с заболеванием мозга. Пара развелась в 1951 году. В 1959 году Дэндридж вышла замуж за Джека Дэнисона, но из-за частых ссор и проблем с финансами в 1962 году они развелись.

## Память
За свой вклад в киноиндустрию Дороти Дэндридж удостоена звезды на голливудской «Аллее славы».
В 1999 году Хэлли Берри исполнила роль Дэндридж в телевизионном биографическом фильме «Познакомьтесь с Дороти Дэндридж», за которую она получила премии «Эмми» и «Золотой глобус».

## Избранная фильмография
| Год  |   | Русское название          | Оригинальное название | Роль         |
| ---- | - | ------------------------- | --------------------- | ------------ |
| 1937 | ф | День на скачках           | A Day at the Races    | певица       |
| 1940 | ф | Айрин                     | Irene                 | певица       |
| 1941 | ф | Серенада солнечной долины | Sun Valley Serenade   | танцовщица   |
| 1943 | ф | Хит-парад                 | Hit Parade of 1943    | певица       |
| 1944 | ф | С тех пор как вы ушли     | Since You Went Away   | жена офицера |
| 1954 | ф | Кармен Джонс              | Carmen Jones          | Кармен Джонс |
| 1957 | ф | Остров Солнца             | Island in the Sun     | Марго Ситон  |
| 1958 | ф | Таманго                   | Tamango               | Аише         |
| 1959 | ф | Порги и Бесс              | Porgy and Bess        | Бесс         |